# Comerica Bank Challenger 1988
Il Comerica Bank Challenger 1988 è stato un torneo di tennis facente parte della categoria ATP Challenger Series nell'ambito dell'ATP Challenger Series 1988. Il torneo si è giocato a Aptos negli Stati Uniti dal 25 al 31 luglio 1988 su campi in cemento.

## Vincitori

### Singolare
Brad Pearce ha battuto in finale  Tim Pawsat con il punteggio di 6–3, 6–2

### Doppio
Jeff Klaparda /  Peter Palandjian hanno battuto in finale  Ed Nagel /  Jeff Tarango con il punteggio di 6–3, 6–4